# مک‌دانل داگلاس

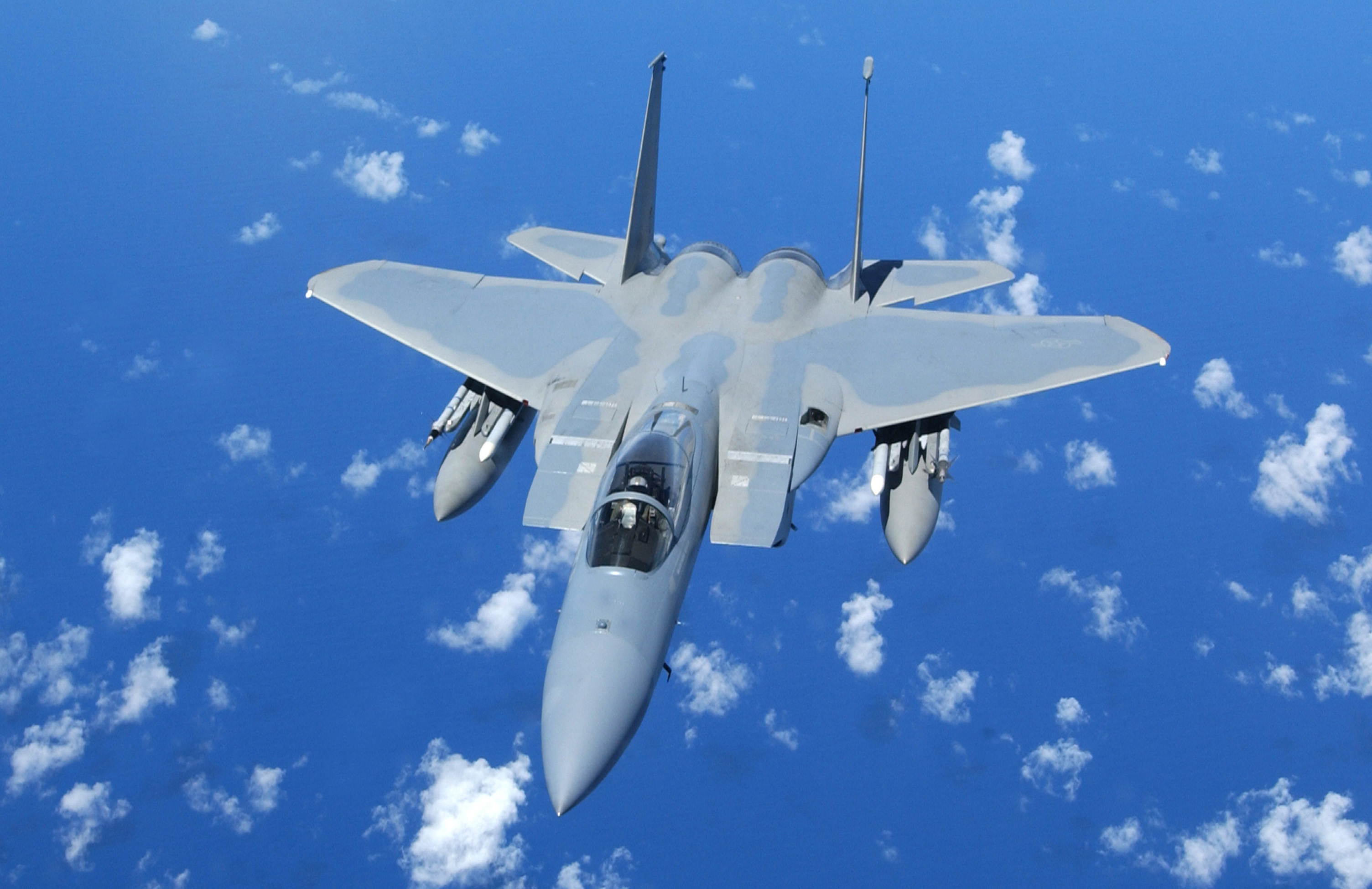
یک فروند اف-۱۵ بر فراز ژاپن

مک‌دانل داگلاس (به انگلیسی: McDonnell Douglas) شرکت هوافضای آمریکایی بود که در گذشته مهم‌ترین شرکت در حوزه صنایع هوافضایی و تولید تجهیزات نظامی در ایالات متحده محسوب می‌شد. این شرکت در سال ۱۹۶۷ در پی ادغام شرکت مک‌دانل و شرکت هواپیماسازی داگلاس تأسیس شد. شرکت مک‌دانل داگلاس در سال ۱۹۹۷ توسط کمپانی بوئینگ خریداری و در این شرکت ادغام گردید.
دفتر مرکزی این شرکت در فرودگاه بین‌المللی لامبرت-ست لوی، در نزدیکی شهر سنت لوئیس، ایالت میزوری مستقر بود، که اکنون متعلق به بوئینگ می‌باشد. از محصولات این شرکت می‌توان مک‌دانل داگلاس اف-۱۵ ایگل (اف-۱۵)، مک دانل داگلاس اف/ای-۱۸ هورنت (اف-۱۸)، مک‌دانل داگلاس ام‌دی-۸۰، مک‌دانل داگلاس دی‌سی-۱۰، مک‌دانل داگلاس اف-۴ فانتوم ۲ (فانتوم)، مکدانل دوگلاس ایکس-۳۶، داگلاس ای-۴ اسکای‌هاوک را نام برد.

## تاریخچه

### ریشه‌های تأسیس
دونالد ویلس داگلاس (بنیانگذار شرکت هواپیماسازی داگلاس) و جیمز اسمیت مک‌دانل (بنیانگذار شرکت مک‌دانل) هر دو اسکاتلندی‌تبار و دانش‌آموخته مؤسسه فناوری ماساچوست بودند، آنان مدتی از زندگی شغلی خود را به عنوان سرپرست بخش مهندسی در شرکت هواپیماسازی گلن ال. مارتین کمپانی سپری کردند.

#### داگلاس
دونالد ویلس داگلاس در سال ۱۹۲۱ شرکت هواپیماسازی داگلاس را در شهر لانگ بیچ راه‌اندازی نمود و در سنتا مونیکا، کالیفرنیا، نخستین هواپیمای مسافربری و هواپیمای جنگی سبک خود را، طراحی کرد و به مرحله ساخت رساند.
از مهم‌ترین طرح‌های اجرا شده توسط شرکت داگلاس می‌توان به داگلاس ای-۴ اسکای‌هاوک، داگلاس دی‌سی-۳ و دی‌سی-۴، ساخت ساترن ۵، موشک‌های سری تور و موشک‌های سری دلتا، همچنین شرکت در پروژه‌های بوئینگ سی-۱۷ گلوبمستر ۳ و ایم-۷ اسپارو اشاره کرد.

#### مک‌دانل
جیمز اسمیت مک‌دانل در ۱۶ ژوئن ۱۹۳۹ شرکت هوافضای مک‌دانل را در فرودگاه بین‌المللی لامبرت-ست لوی، واقع در سنت لوئیس، ایالت میزوری راه‌اندازی و اقدام به ساخت نخستین هواپیمای جت جنگی نمود.
از مهم‌ترین طرح‌های اجرا شده توسط مک‌دانل در طول کمتر از ۳ دهه فعالیت مستقل می‌توان به جنگنده اف-۴ فانتوم ۲ و شرکت در پروژه‌های برنامه فضایی عطارد و پروژه جمینای اشاره کرد.

### ۱۹۷۰ تا ۱۹۸۰
در اوایل سال ۱۹۶۶ شرکت هواپیماسازی داگلاس یکی از شرکت‌های هواپیماسازی در کالیفرنیا به‌شمار می‌آمد، که سفارش‌های زیادی جهت ساخت قبول کرده بود و هم‌زمان شرکت مک‌دانل نیز می‌رفت، تا به یک غول تولیدکننده در این صنعت تبدیل شود، تا اینکه هزینه‌های راه‌اندازی و تولید هواپیماهای مدل داگلاس دی‌سی-۸ و دی‌سی-۹ منجر به کاهش منابع مالی شرکت داگلاس گردید.
هنگامی که در دسامبر سال ۱۹۶۶ مدیران شرکت داگلاس اقدام به مزایده برای این شرکت کردند، مک‌دانل در بهترین وضعیت، این پیشنهاد را برنده شد. ادغام این دو شرکت در ۲۸ آوریل ۱۹۶۷ رسمیت یافت و جیمز اسمیت مک‌دانل به مدیریت عامل شرکت جدید منصوب گردید.

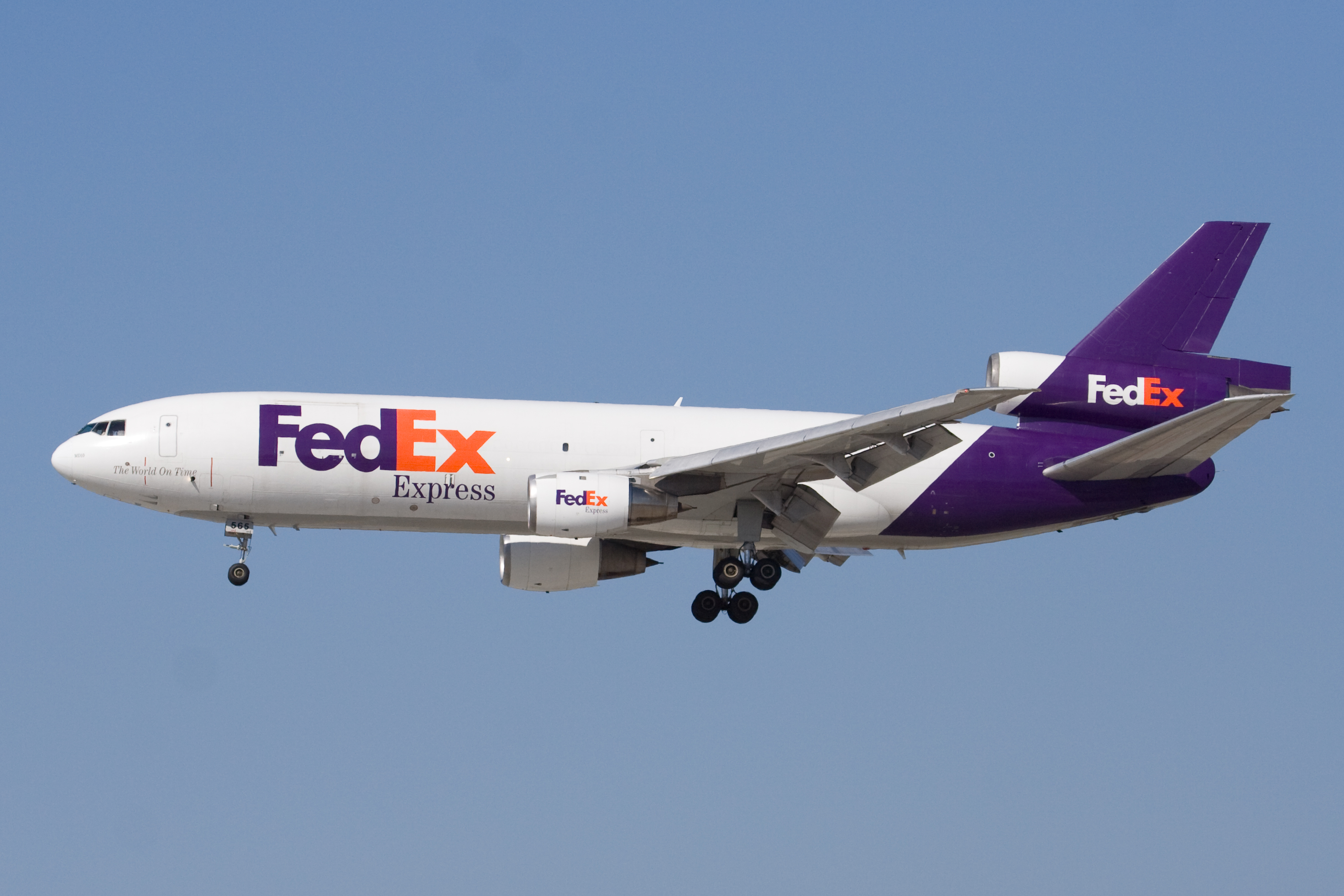
هواپیمای پهن پیکر مک‌دانل داگلاس دی‌سی-۱۰

در ۲۹ اوت ۱۹۷۰ هواپیمای مک‌دانل داگلاس دی‌سی-۱۰ از سری آخرین هواپیماهای مسافری شرکت داگلاس، نخستین پرواز خود را به انجام رساند و در ۱۸ اکتبر ۱۹۷۹ نیز این شرکت موفق شد، دی‌سی-۹ ملقب به سوپر ۸۰ را با طراحی و ساخت بال‌ها، موتورها و بدنه‌ای جدید نسبت به خانواده دی‌سی-۹ به پرواز درآورد.

### ۱۹۸۰ تا ۱۹۹۰
در اوایل دهه ۱۹۸۰ تکامل یافته مک‌دانل داگلاس دی‌سی-۹ تحت نام مک‌دانل داگلاس ام‌دی-۸۰ تولید شد، که جدیدترین عضو خانواده جت‌های دوموتوره بود. تولید انواع جت‌های ام‌دی-۸۰ سنگ بنایی برای ساخت سری جدید هواپیماهای پیشرفته مک‌دانل داگلاس ام‌دی-۹۰ به‌شمار می‌آمد.
به علت رشد روزافزون درخواست سفر با هواپیما، نیاز به هواپیماهای مسافربری، هر روز بیشتر احساس می‌شد، از طرفی رشد سریع شرکت‌های هواپیماسازی اروپا، فشار زیادی به کارخانجات هواپیماسازی آمریکا وارد می‌ساخت.

### ۱۹۹۰ تا ۱۹۹۷
در اوایل دهه ۱۹۹۰ کارخانجات هواپیماسازی ایالات متحده آمریکا به منظور توسعه بازار و حفظ رهبری جهانی خود در صنعت هواپیمایی، مصمم به ادغام برخی شرکت‌ها و کارخانجات این صنعت شدند.
اقدامات اجرایی این تصمیم، در اول اوت ۱۹۹۷ به صورت نهایی درآمد و با ادغام شرکت‌های سودآور نورث امریکن اوییشن، مک‌دانل داگلاس و بوئینگ، عظیم‌ترین شرکت صنعت هواپیمایی، توانست جایگاه رهبری جهانی خود را تحکیم بخشد.
این ادغام در حالی صورت گرفت که در بازار بورس ارزش هر سهم از سهام شرکت مک‌دانل داگلاس، برابر با ۳٫۱ سهم، از سهام شرکت بوئینگ بود و لازم به توضیح است مدیر عامل مکدانل داگلاس نیز به عنوان مدیر عامل جدید بوئینگ انتخاب گردید.
شرکت مک‌دانل داگلاس در زمان ادغام با بوئینگ، در نوع هواپیمای باریک پیکر کوتاه برد، دارای یک پروژه کامل طراحی و آزمایش شده در سال ۱۹۹۴ تحت عنوان مک‌دانل داگلاس ام‌دی-۹۵ و یک هواپیمای میان برد، در خط تولید به نام مک‌دانل داگلاس ام‌دی-۸۰ بود، که از اوایل سال ۱۹۹۵ در مرحله تحویل به خریداران قرار داشت.
مدیران بوئینگ بر این باور بودند، که با توجه به ادغام صورت گرفته و هزینه بسیار کلان خرید سهام مکدانل داگلاس که از طرف بوئینگ پرداخت شده، الزاماً می‌باید تغییر نام طرح اجرایی ام‌دی-۹۵ و هواپیمای در حال تولید ام‌دی-۹۰ صورت بگیرد و بدین خاطر علی‌رغم وجود تقاضای فراوان برای خرید هواپیمای ام‌دی-۹۵ و ام‌دی-۹۰ این تصمیم اتخاذ گردید، که هواپیما ام‌دی-۹۵ از این پس به نام بوئینگ ۷۱۷ و ام‌دی-۹۰ نیز با نام بوئینگ ام‌دی-۹۰ تولید و روانه بازار شود.
با گذشت کمتر از دو سال از زمان ادغام در اول سپتامبر سال ۱۹۹۹، هواپیمای ام‌دی-۹۵ در حالی به خریداران تحویل داده می‌شد، که نام بویینگ ۷۱۷ را با خود یدک می‌کشید.
مطالعه و بررسی مدیران ارشد بوئینگ در خصوص ادامه ساخت ام‌دی-۹۰ یا توقف تولید آن، بیشتر متوجه توقف تولید بود، زیرا طراحان قبلی خانواده ام‌دی آخرین حلقه از زنجیره طراحی شده از خانواده ام‌دی را ام‌دی-۹۰ قرار داده بودند، در حالی که طراحان بوئینگ ۷۳۷ یک زنجیره طولانی و دامنه‌دار برای ساخت مدل‌های جدید طراحی کرده بودند.
لذا توقف تولید در سال ۲۰۰۰ صورت گرفت. در حالی که ۷۰٪ درصد تولیدات ام‌دی-۹۰ در بوئینگ جدید (بعد از ادغام) انجام پذیرفته‌است.
اولین پرواز ام‌دی-۹۰ در بیست و دوم فوریه ۱۹۹۳ صورت گرفت و پس از دریافت گواهینامه هواپیمایی کشوری آمریکا (FAA) دراواخر سال ۱۹۹۴، اولین نمونه ساخته شده تحویل دلتا ایرلاینز شد.
این هواپیما در فوریه ۱۹۹۵ برای ارائه خدمات به مشتریان به پرواز درآمد و رسماً در آوریل ۱۹۹۵ وارد عرصه حمل و نقل هوایی گردید. هواپیمای ام‌دی-۹۰ دارای گنجایش ۱۷۲ صندلی جهت مسافران و محفظه بار به گنجایش ۳۷ متر مربع و ظرفیت حدود چهار تن بار است و با حداکثر بار مجاز، مسافر و سوخت در کلیه شرایط آب و هوایی دنیا قابلیت نشستن و برخاستن دارد.
این هواپیما در هنگام برخاستن از نیروی جلوبرنده موتورهای وی-۲۵۲۵ یا وی-۲۵۲۸ (با قدرتی معادل ۲۵۰۰۰ تا ۲۸۰۰۰ پوند) بهره می‌گیرد (از گروه موتورهایی که در خانواده ایرباس ای۳۲۰ به کار رفته‌است) و با شرایط Hot & HIGH جغرافیایی کشورهای جهان تطابق دارد.
از سری هواپیماهای ام‌دی-۹۰ هم‌اکنون ۱۱۸ فروند در شرکت‌های دلتا ایرلاینز، امریکن ایرلاینز، چاینا ایرلاینز، ژاپن ایرلاینز، هواپیمایی اسکاندیناوی، هواپیمایی سعودی و هواپیمایی شرقی چین، به حمل و نقل مسافران در اقصی نقاط جهان مشغولند.

## فروش محصولات
در جدول زیر شمار هواپیماهای کلاس تجاری که شرکت مک‌دانل داگلاس در طول دوران فعالیتش به شرکت‌های هواپیمایی سرتاسر جهان عرضه داشته، درج شده‌است.
| سال   | داگلاس دی‌سی-۸ | مک‌دانل داگلاس دی‌سی-۹ | مک‌دانل داگلاس دی‌سی-۱۰ | مک‌دانل داگلاس ام‌دی-۸۰ | مک‌دانل داگلاس ام‌دی-۹۰ | مک‌دانل داگلاس ام‌دی-۱۱ | مجموع |
| ۱۹۵۹  | ۲۱            |                      |                       |                       |                       |                       | ۲۱    |
| ۱۹۶۰  | ۹۱            |                      |                       |                       |                       |                       | ۹۱    |
| ۱۹۶۱  | ۴۲            |                      |                       |                       |                       |                       | ۴۲    |
| ۱۹۶۲  | ۲۲            |                      |                       |                       |                       |                       | ۲۲    |
| ۱۹۶۳  | ۱۹            |                      |                       |                       |                       |                       | ۱۹    |
| ۱۹۶۴  | ۲۰            |                      |                       |                       |                       |                       | ۲۰    |
| ۱۹۶۵  | ۳۱            | ۵                    |                       |                       |                       |                       | ۳۶    |
| ۱۹۶۶  | ۳۲            | ۶۹                   |                       |                       |                       |                       | ۱۰۱   |
| ۱۹۶۷  | ۴۱            | ۱۵۳                  |                       |                       |                       |                       | ۱۹۴   |
| ۱۹۶۸  | ۱۰۲           | ۲۰۲                  |                       |                       |                       |                       | ۳۰۴   |
| ۱۹۶۹  | ۸۵            | ۱۲۲                  |                       |                       |                       |                       | ۲۰۷   |
| ۱۹۷۰  | ۳۳            | ۵۱                   |                       |                       |                       |                       | ۸۴    |
| ۱۹۷۱  | ۱۳            | ۴۶                   | ۱۳                    |                       |                       |                       | ۷۲    |
| ۱۹۷۲  | ۴             | ۳۲                   | ۵۲                    |                       |                       |                       | ۸۸    |
| ۱۹۷۳  |               | ۲۹                   | ۵۷                    |                       |                       |                       | ۸۶    |
| ۱۹۷۴  |               | ۴۸                   | ۴۷                    |                       |                       |                       | ۹۵    |
| ۱۹۷۵  |               | ۴۲                   | ۴۳                    |                       |                       |                       | ۸۵    |
| ۱۹۷۶  |               | ۵۰                   | ۱۹                    |                       |                       |                       | ۶۹    |
| ۱۹۷۷  |               | ۲۲                   | ۱۴                    |                       |                       |                       | ۳۶    |
| ۱۹۷۸  |               | ۲۲                   | ۱۸                    |                       |                       |                       | ۴۰    |
| ۱۹۷۹  |               | ۳۹                   | ۳۵                    |                       |                       |                       | ۷۴    |
| ۱۹۸۰  |               | ۱۸                   | ۴۱                    | ۵                     |                       |                       | ۶۴    |
| ۱۹۸۱  |               | ۱۶                   | ۲۵                    | ۶۱                    |                       |                       | ۱۰۲   |
| ۱۹۸۲  |               | ۱۰                   | ۱۱                    | ۳۴                    |                       |                       | ۵۵    |
| ۱۹۸۳  |               |                      | ۱۲                    | ۵۱                    |                       |                       | ۶۳    |
| ۱۹۸۴  |               |                      | ۱۰                    | ۴۴                    |                       |                       | ۵۴    |
| ۱۹۸۵  |               |                      | ۱۱                    | ۷۱                    |                       |                       | ۸۲    |
| ۱۹۸۶  |               |                      | ۱۷                    | ۸۵                    |                       |                       | ۱۰۲   |
| ۱۹۸۷  |               |                      | ۱۰                    | ۹۴                    |                       |                       | ۱۰۴   |
| ۱۹۸۸  |               |                      | ۱۰                    | ۱۲۰                   |                       |                       | ۱۳۰   |
| ۱۹۸۹  |               |                      | ۱                     | ۱۱۷                   |                       |                       | ۱۱۸   |
| ۱۹۹۰  |               |                      |                       | ۱۳۹                   |                       | ۳                     | ۱۴۲   |
| ۱۹۹۱  |               |                      |                       | ۱۴۰                   |                       | ۳۱                    | ۱۷۱   |
| ۱۹۹۲  |               |                      |                       | ۸۴                    |                       | ۴۲                    | ۱۲۶   |
| ۱۹۹۳  |               |                      |                       | ۴۳                    |                       | ۳۶                    | ۷۹    |
| ۱۹۹۴  |               |                      |                       | ۲۳                    |                       | ۱۷                    | ۴۰    |
| ۱۹۹۵  |               |                      |                       | ۱۸                    | ۱۳                    | ۱۸                    | ۴۹    |
| ۱۹۹۶  |               |                      |                       | ۱۲                    | ۲۵                    | ۱۵                    | ۵۲    |
| ۱۹۹۷  |               |                      |                       | ۱۶                    | ۲۶                    | ۱۲                    | ۵۴    |
| ۱۹۹۸  |               |                      |                       | ۸                     | ۳۴                    | ۱۲                    | ۵۴    |
| ۱۹۹۹  |               |                      |                       | ۲۶                    | ۱۳                    | ۸                     | ۴۷    |
| ۲۰۰۰  |               |                      |                       |                       | ۵                     | ۴                     | ۹     |
| ۲۰۰۱  |               |                      |                       |                       |                       | ۲                     | ۲     |
| مجموع | ۵۵۶           | ۹۷۶                  | ۴۴۶                   | ۱٬۱۹۱                 | ۱۱۶                   | ۲۰۰                   | ۳٬۴۸۵ |
| نوع   | دی‌سی-۸        | دی‌سی-۹               | دی‌سی-۱۰               | ام‌دی-۸۰               | ام‌دی-۹۰               | ام‌دی-۱۱               |       |
| فعال  | ۱۷            | ۶۵                   | ۱۴۳                   | ۵۷۹                   | ۶۶                    | ۱۷۱                   | ۱٬۰۴۲ |

## نگارخانه

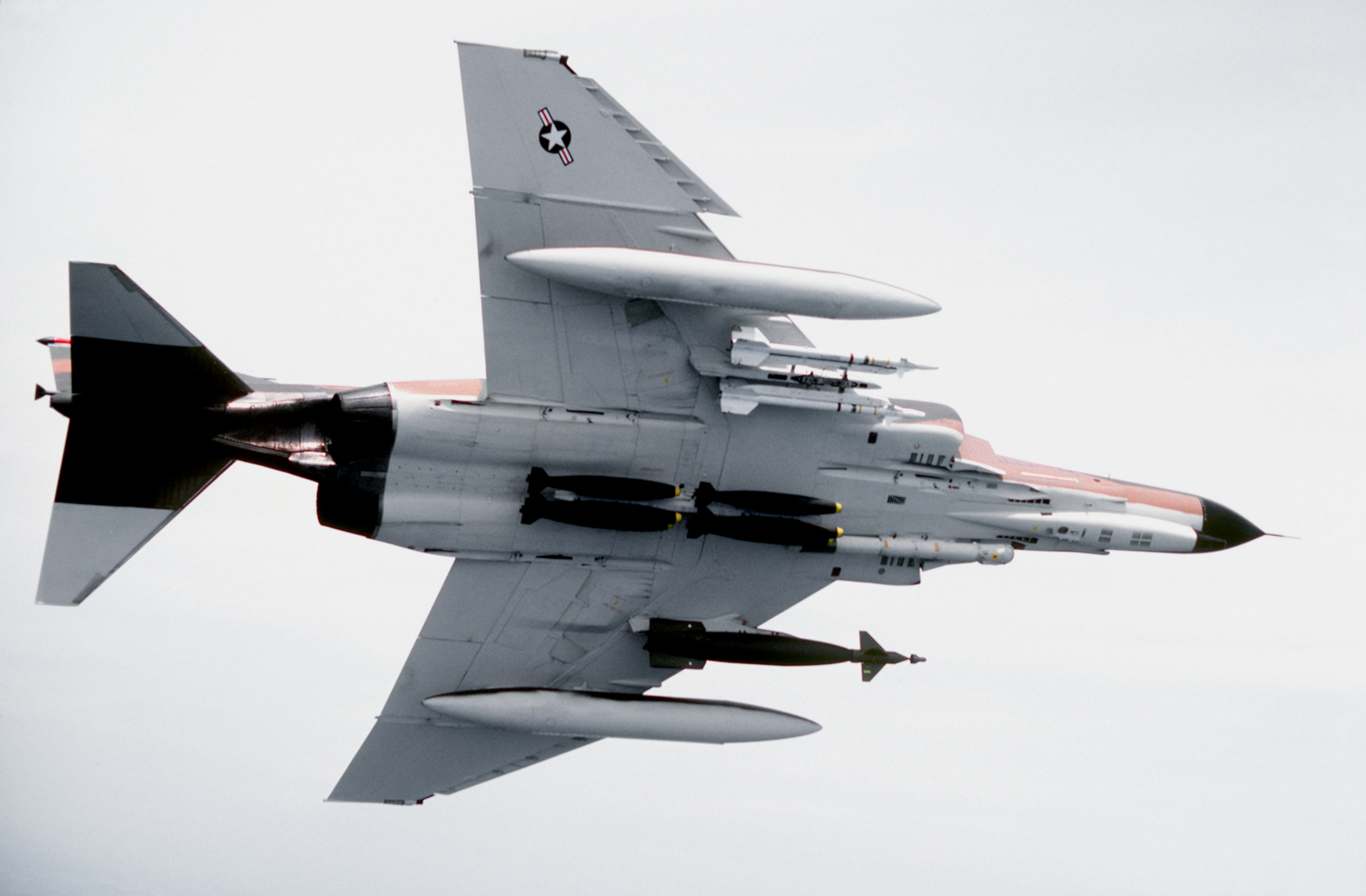
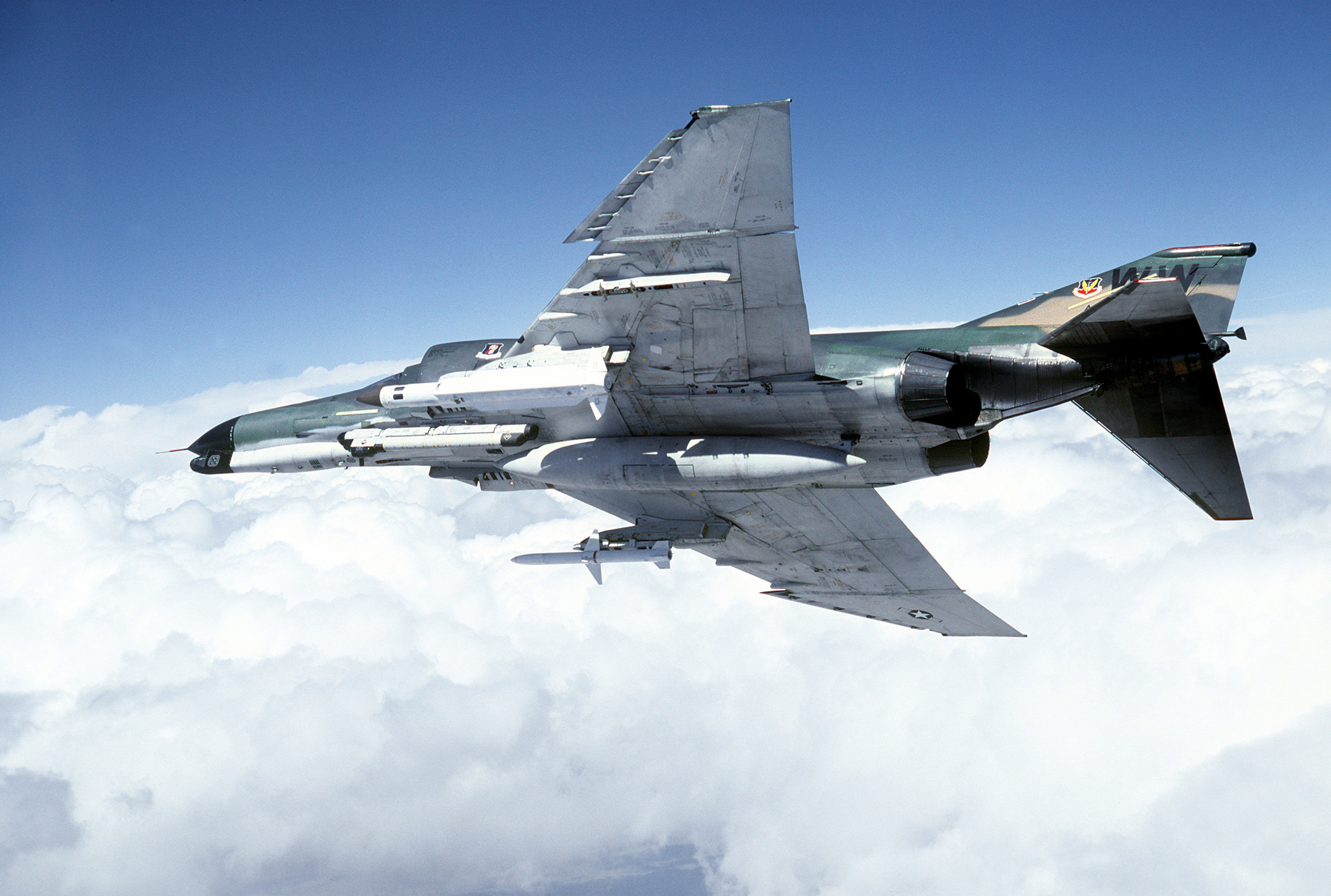
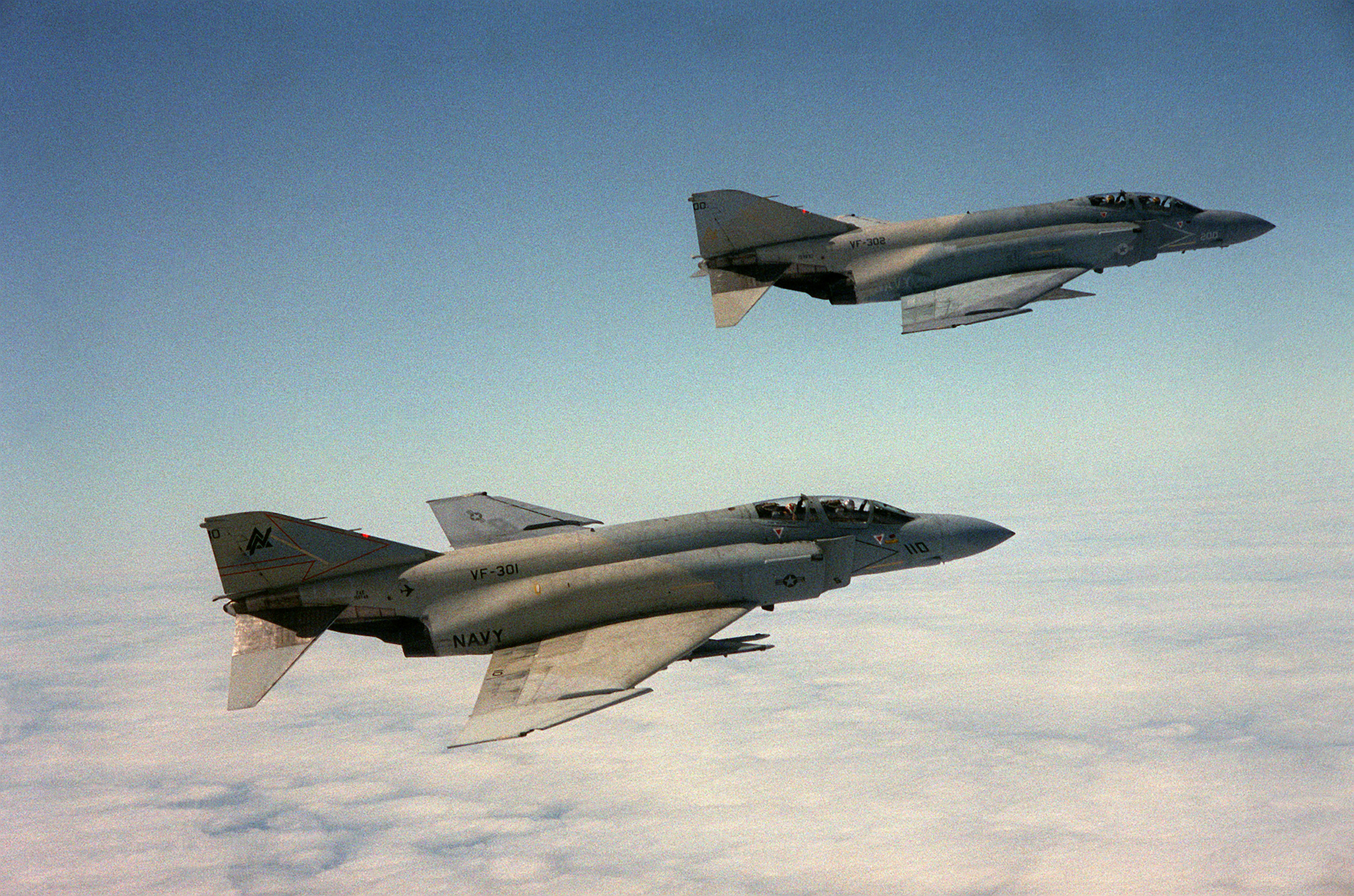
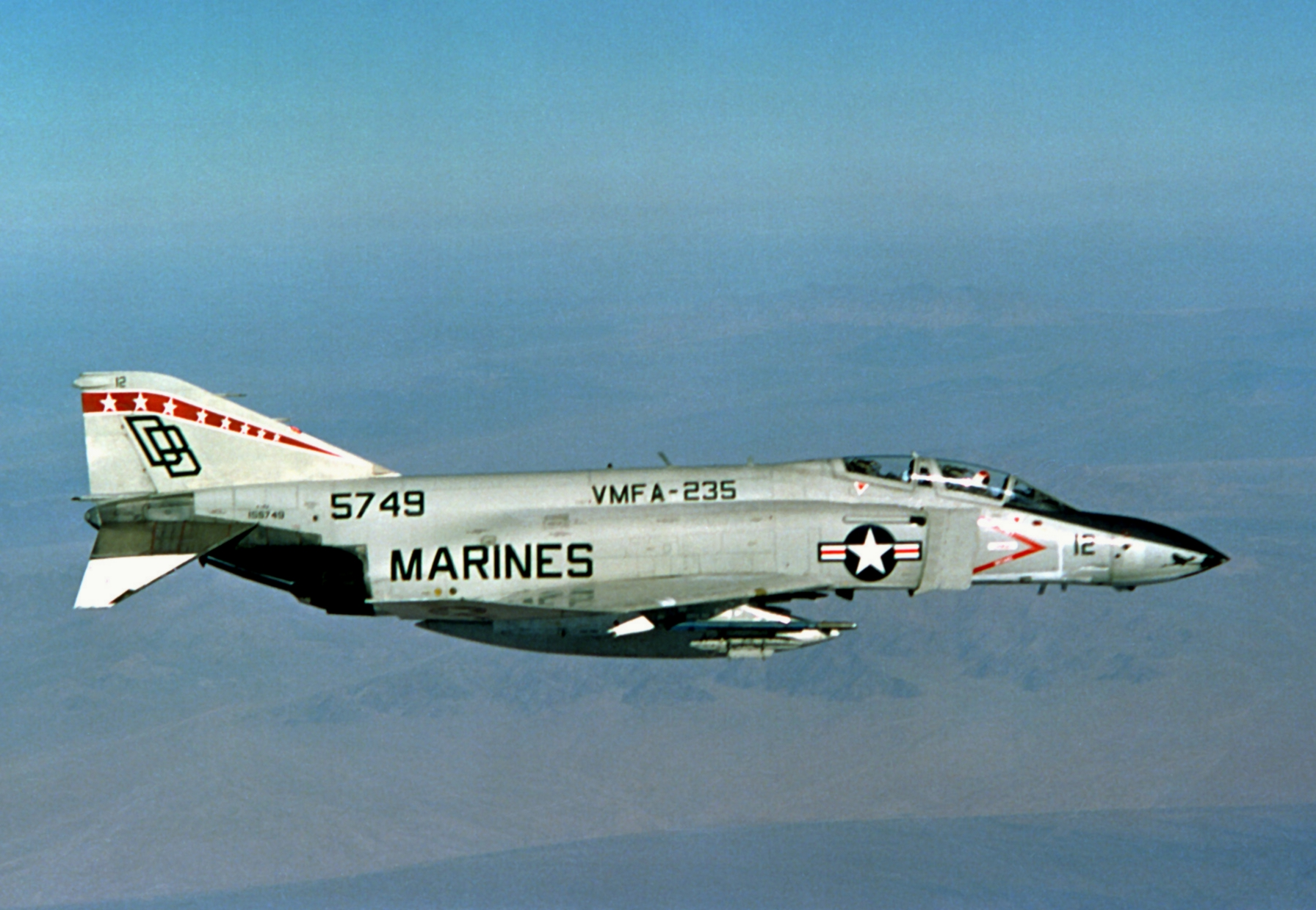
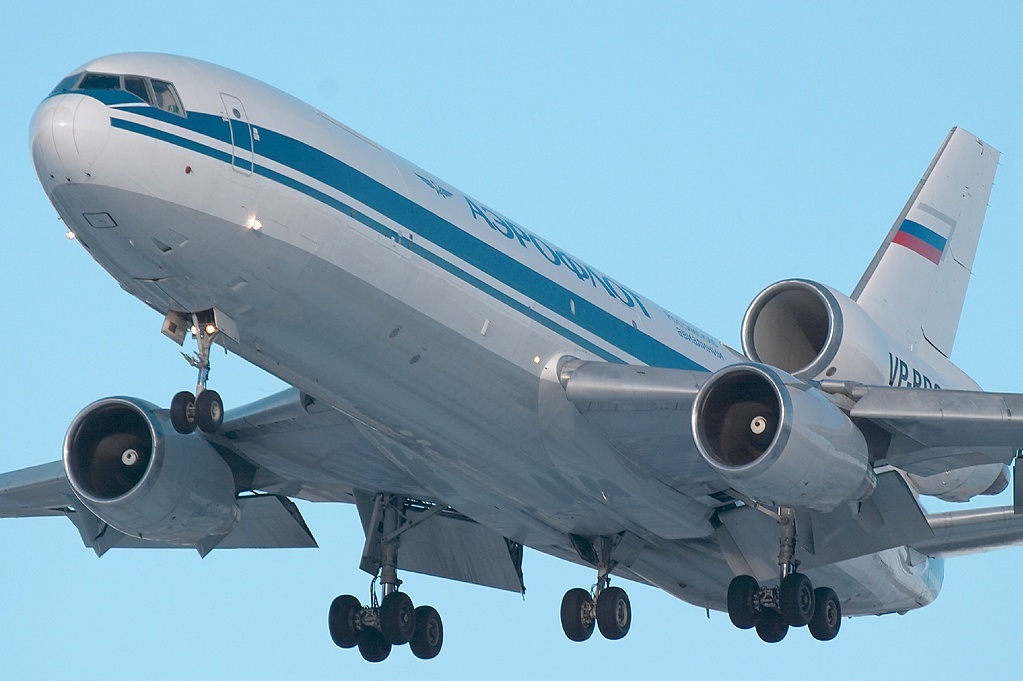
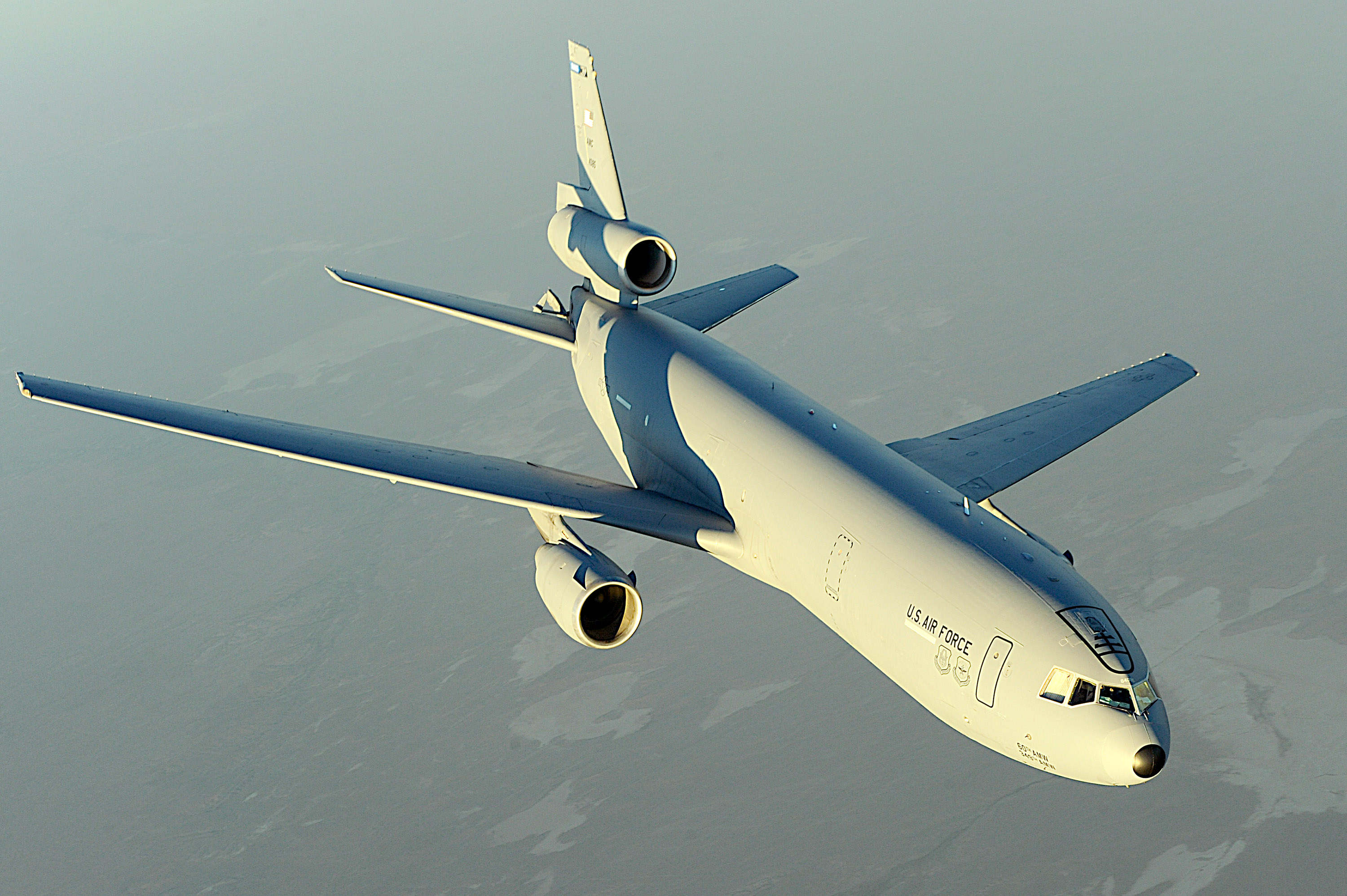
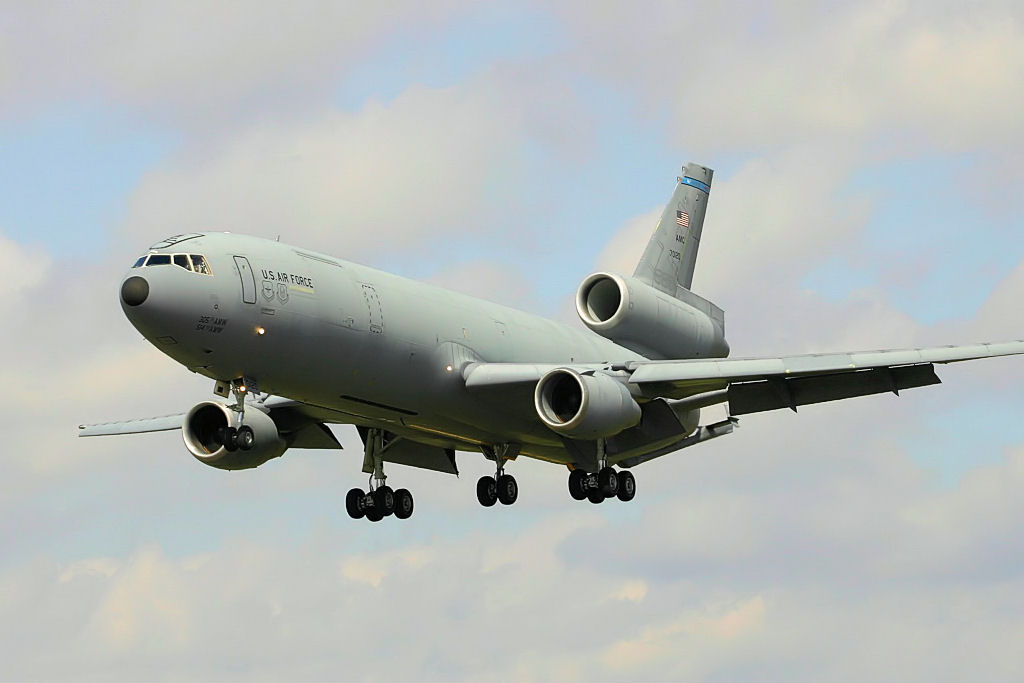
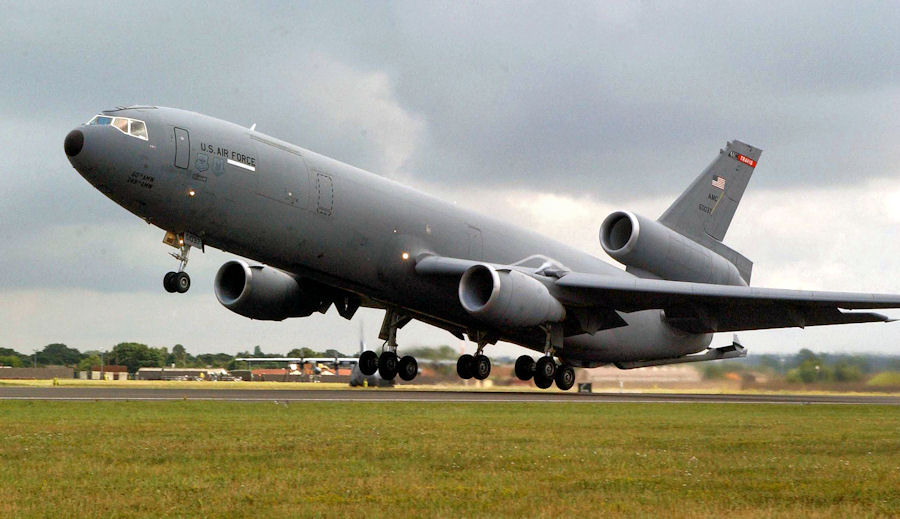
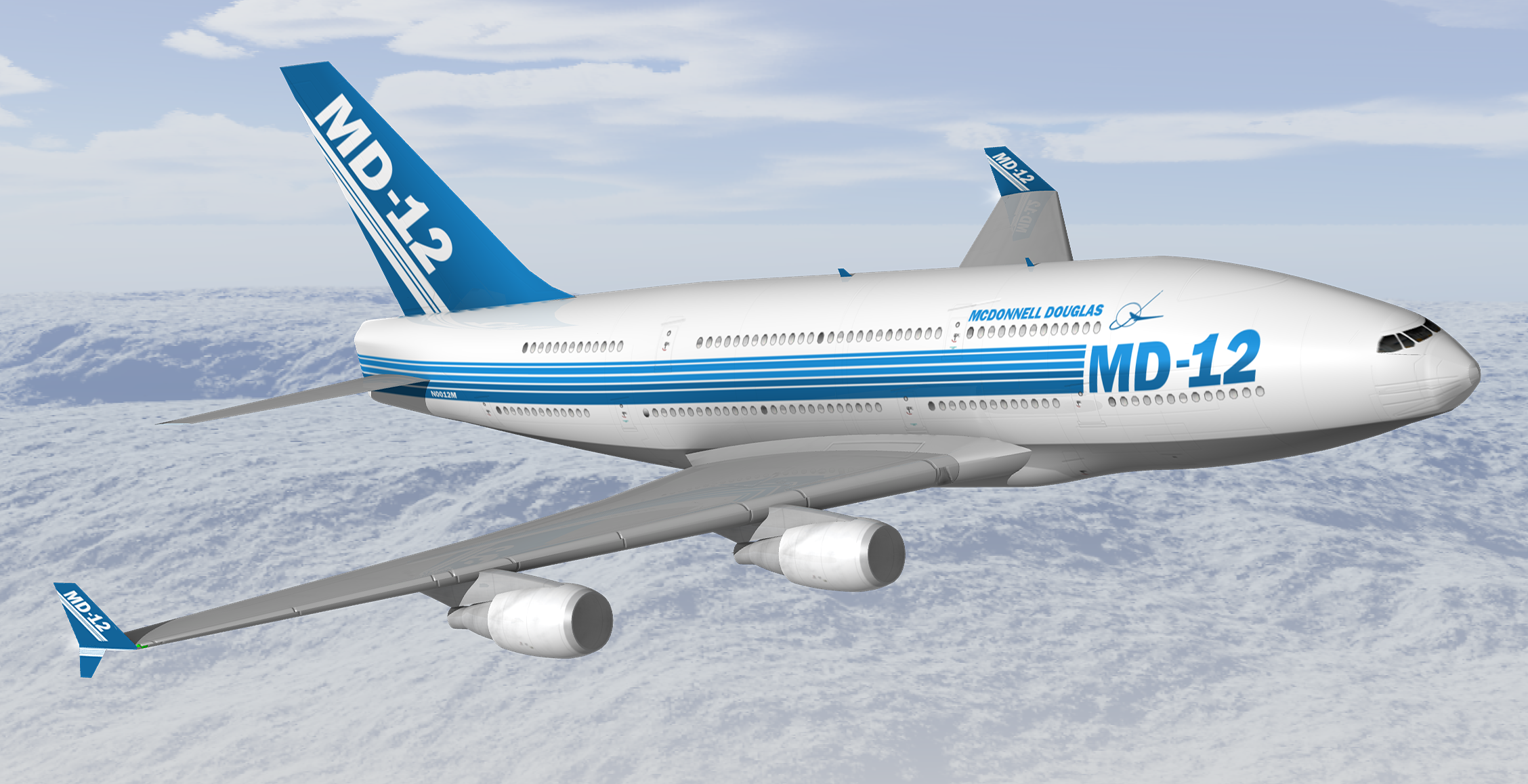
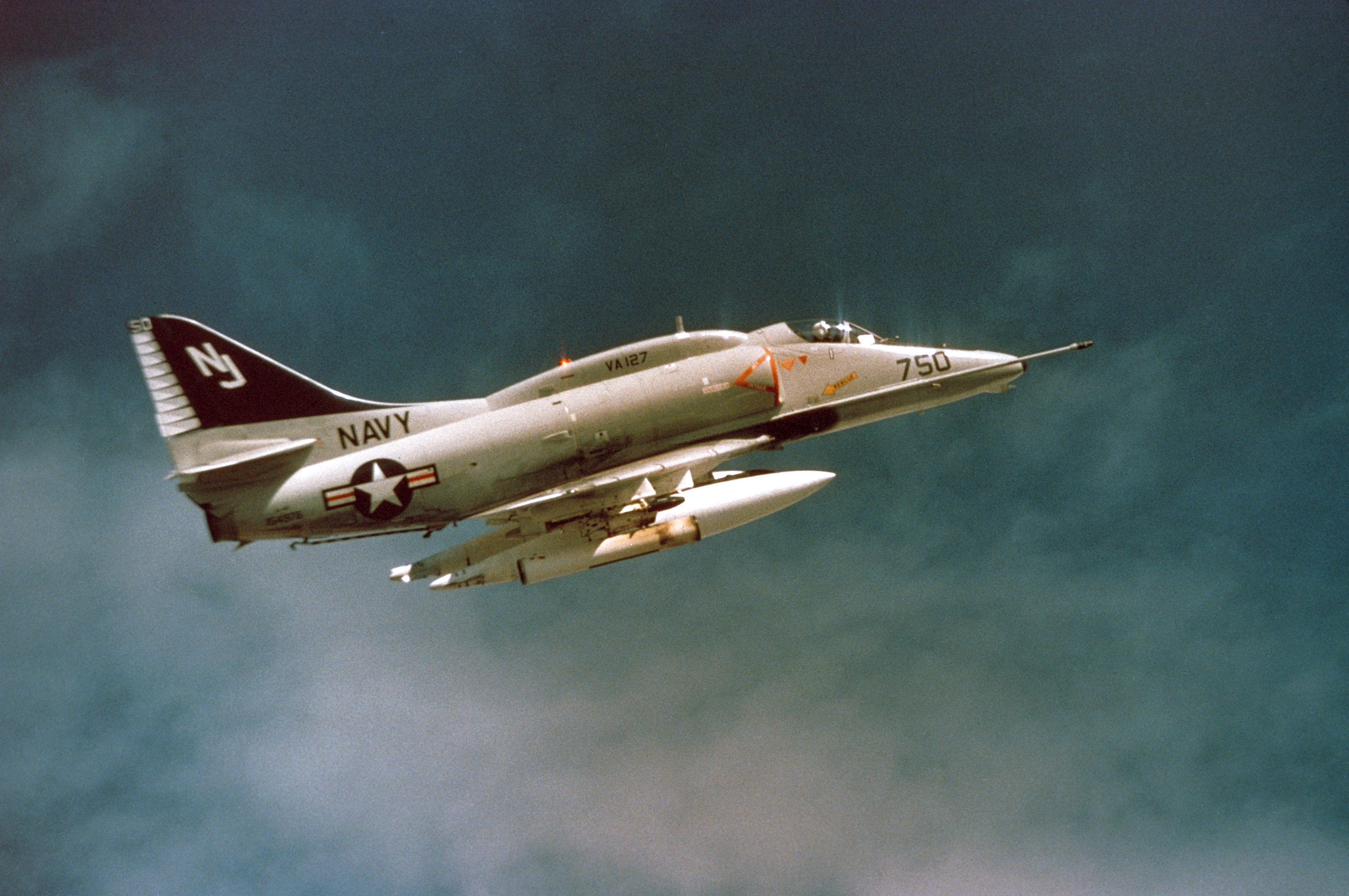
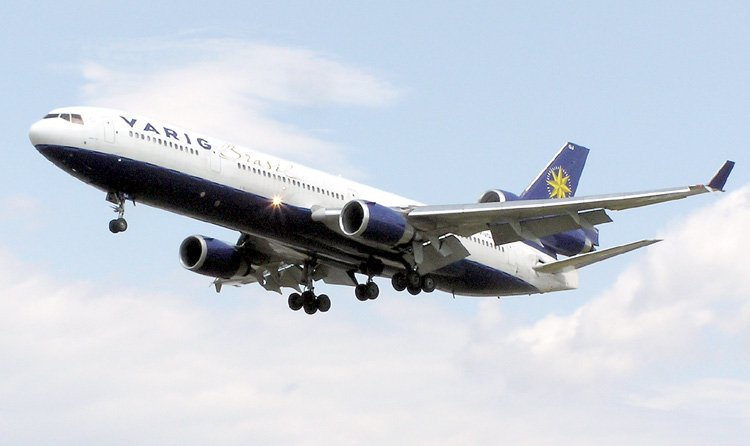
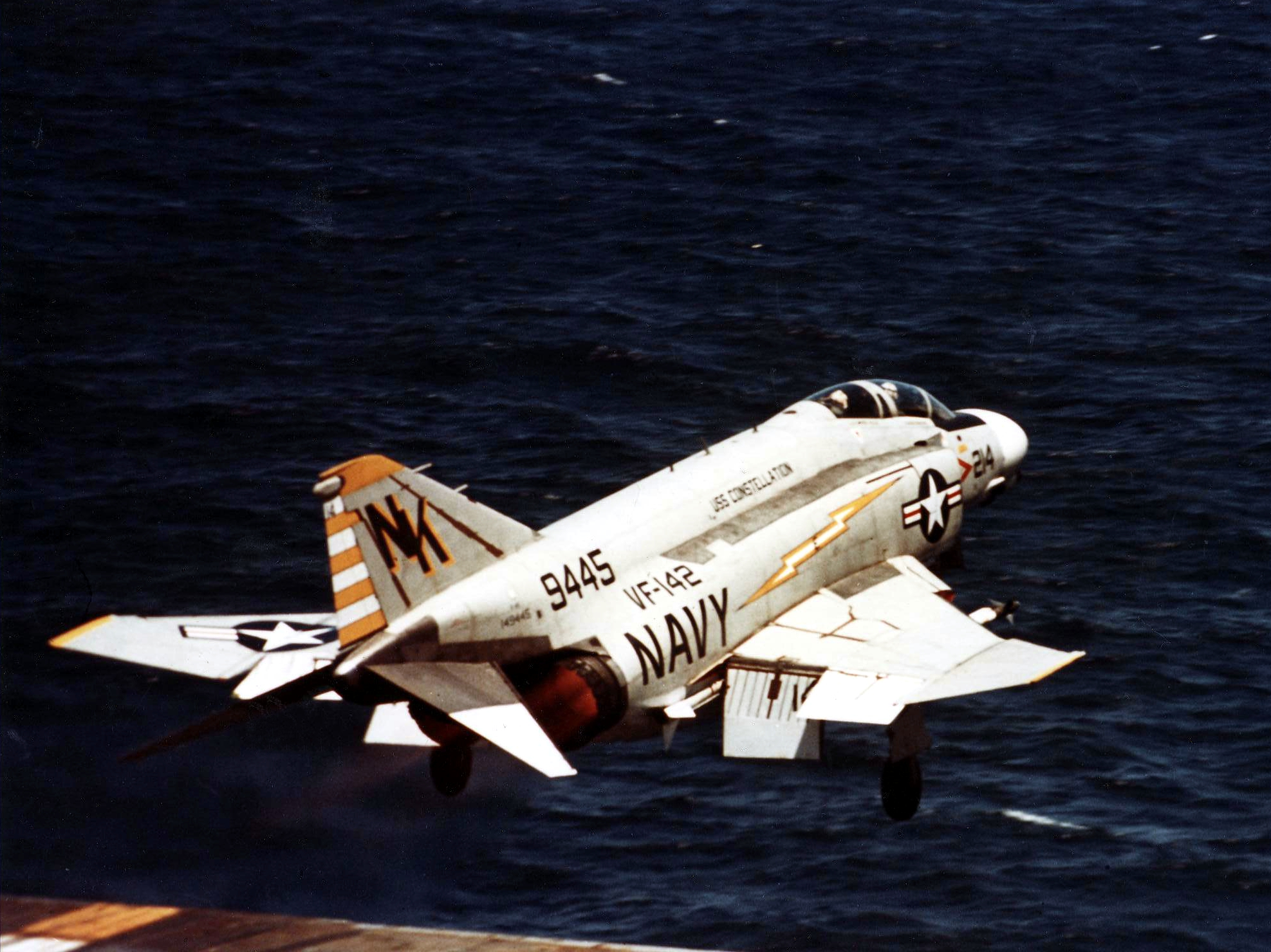
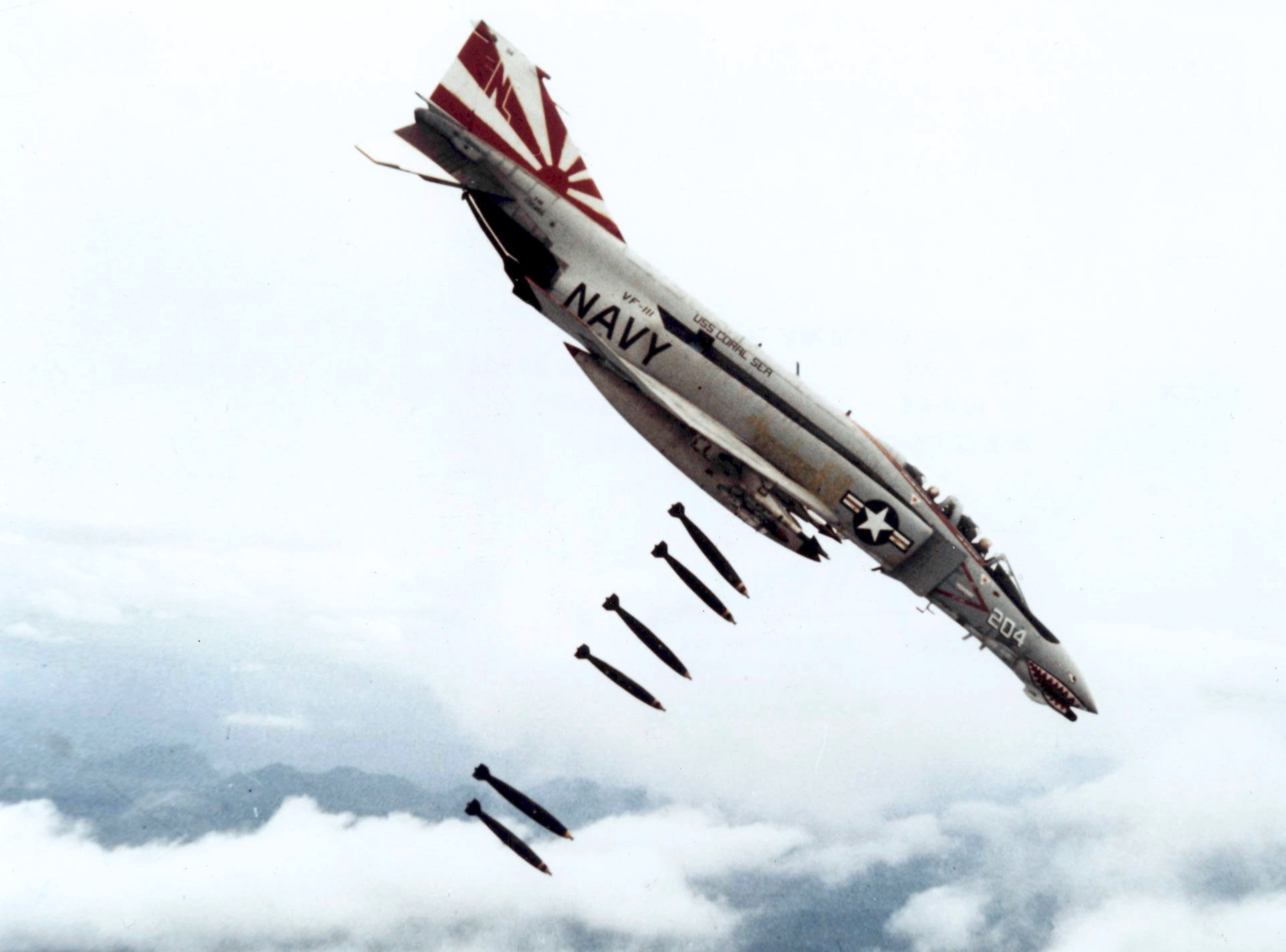
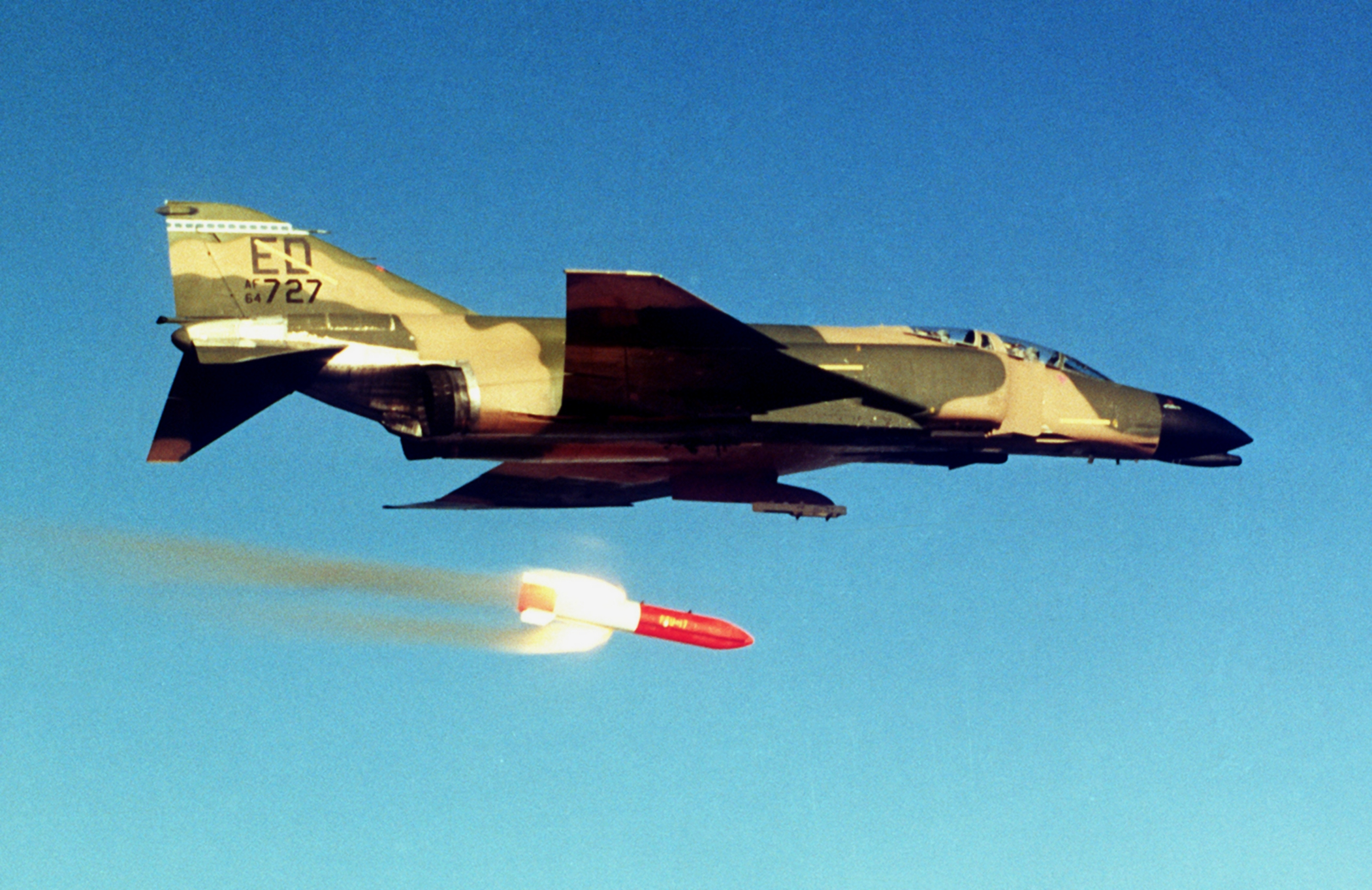
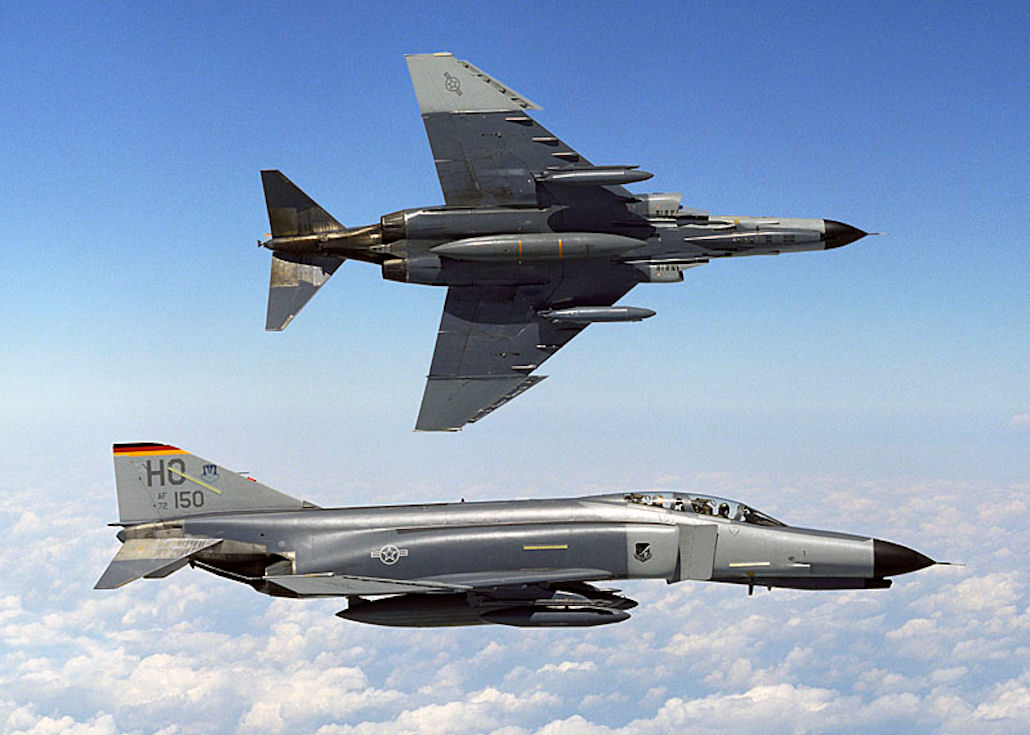
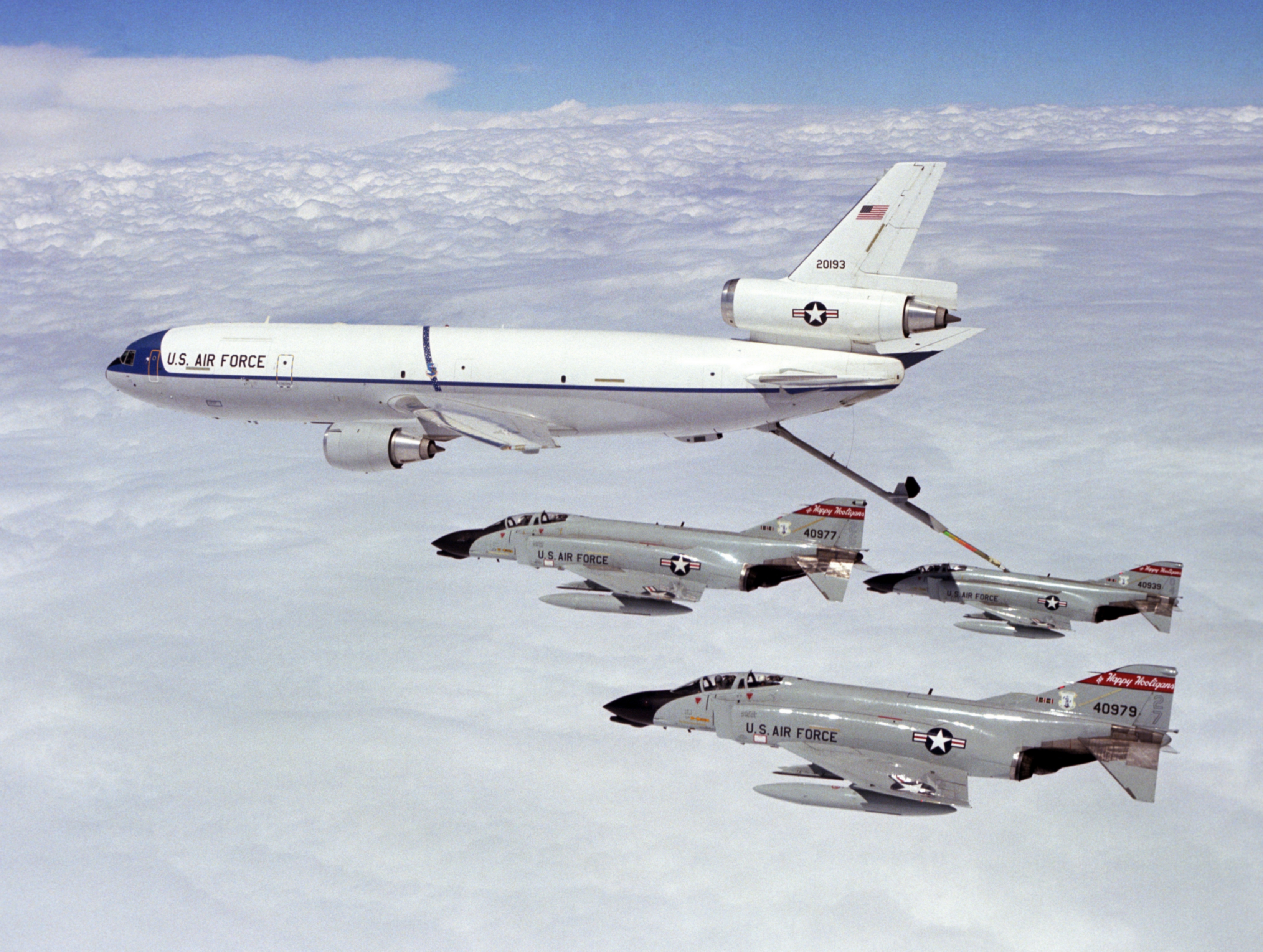
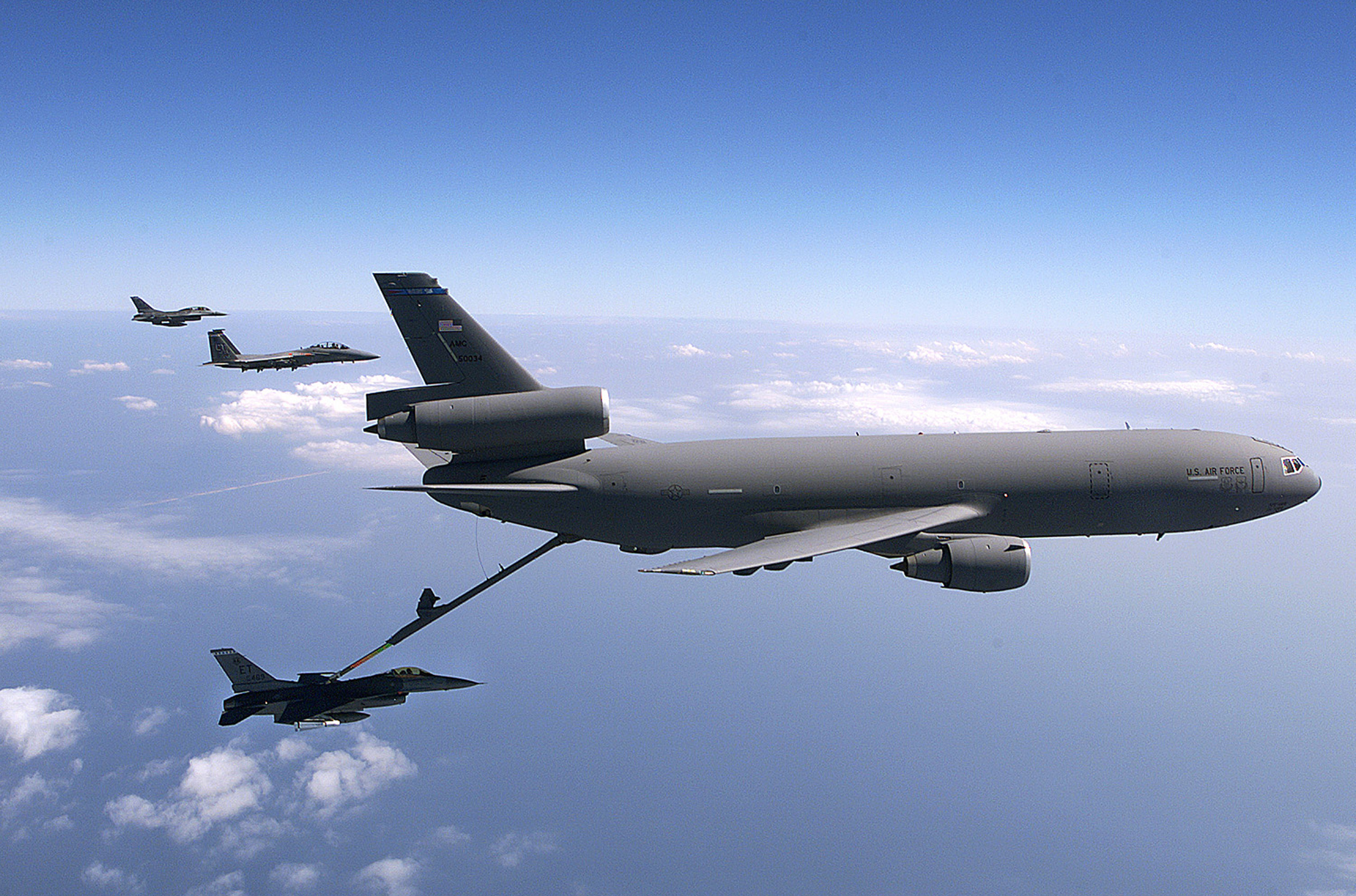
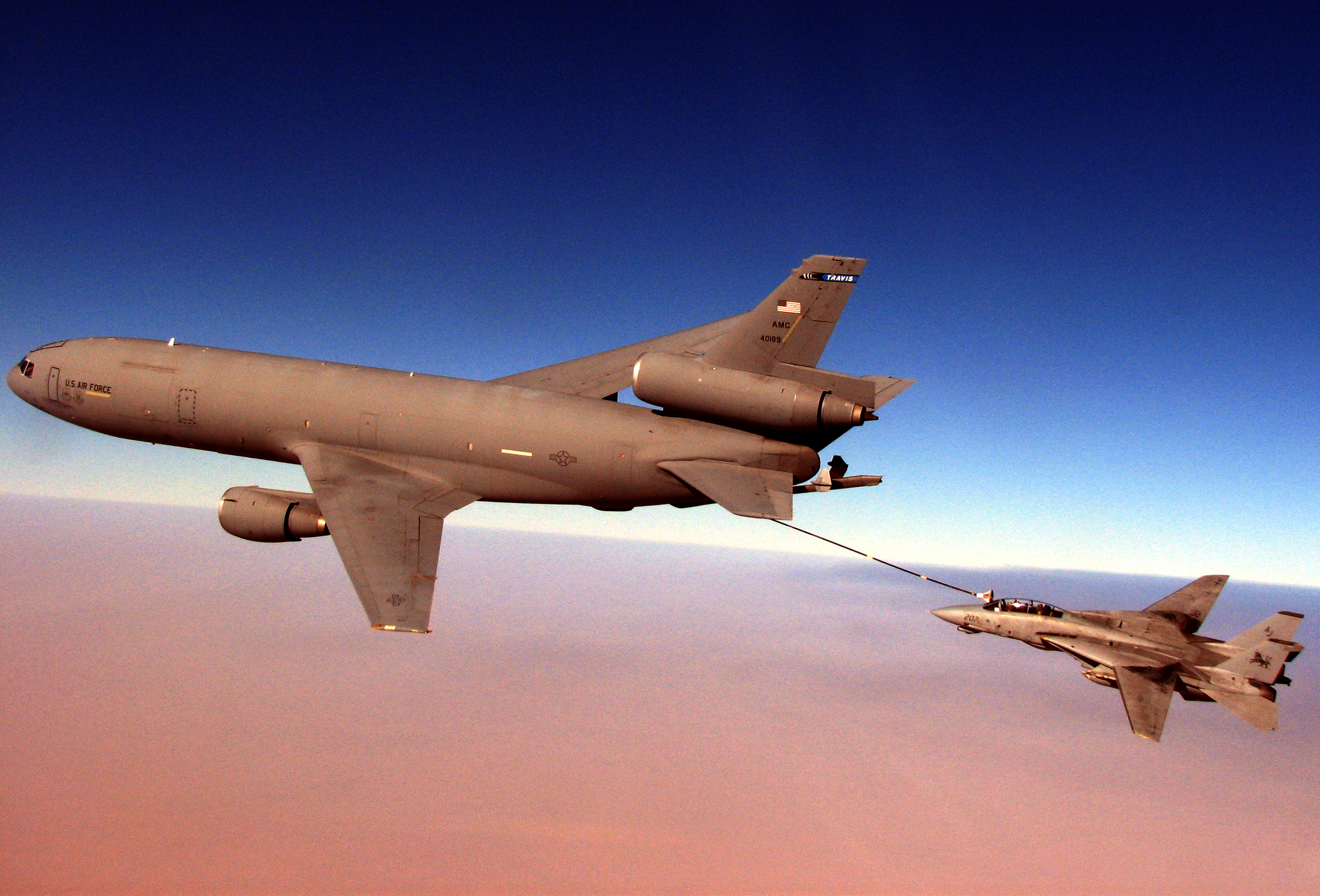
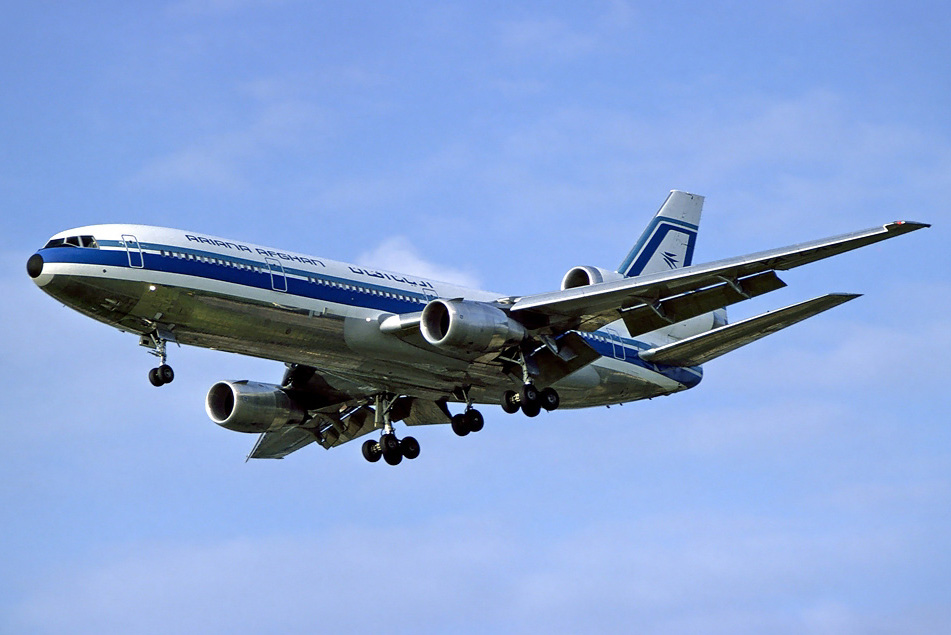
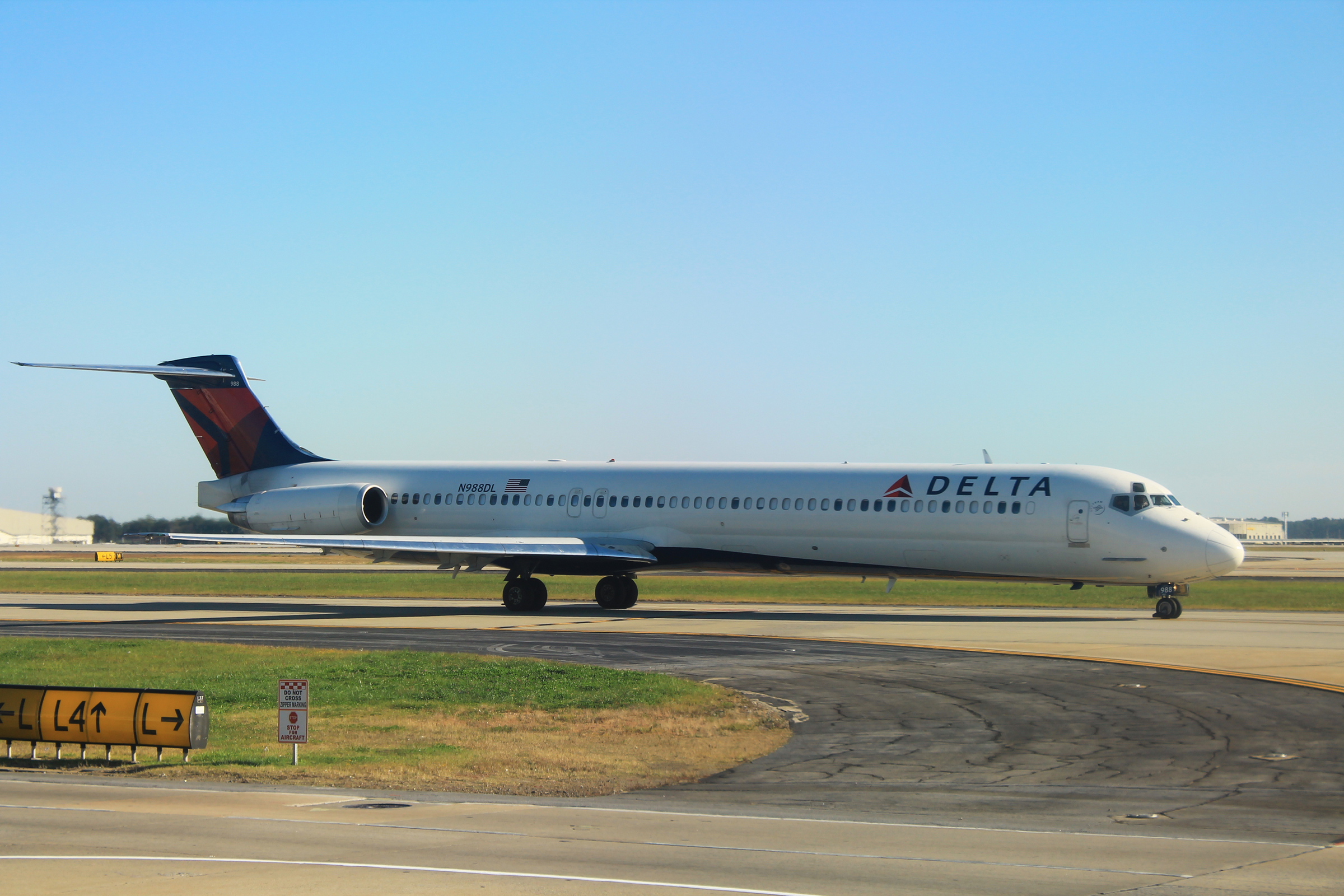
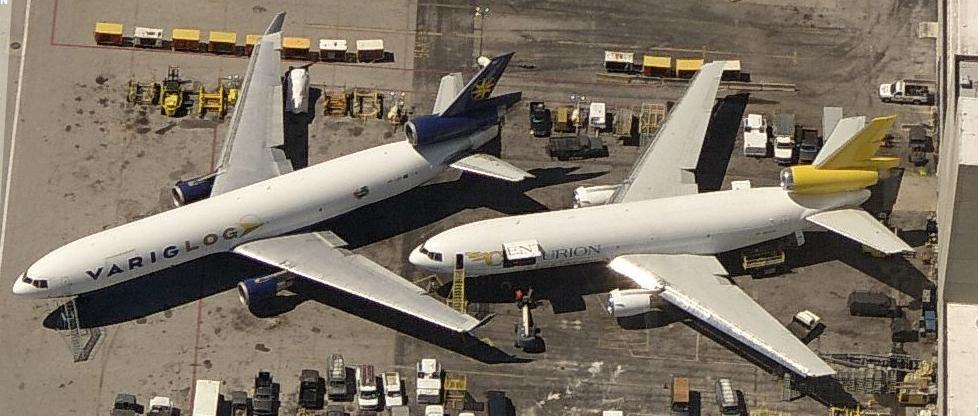
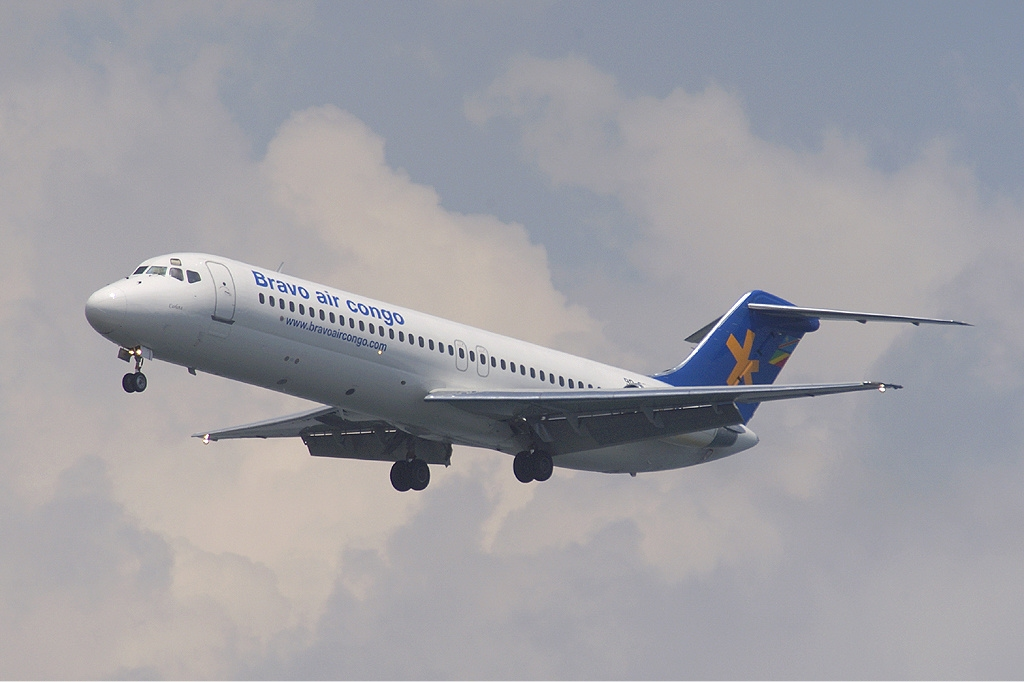
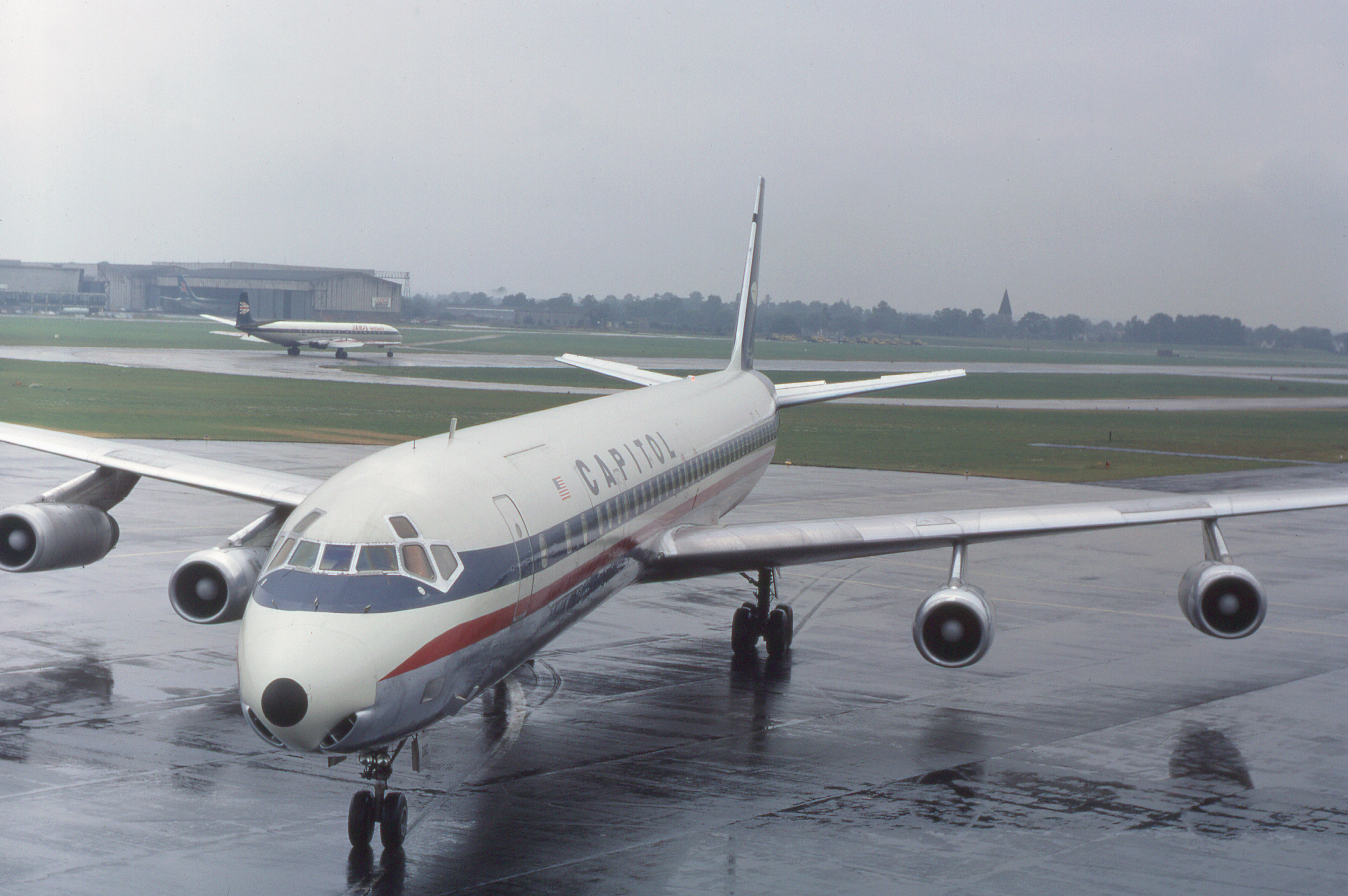